# 국제표준이름식별자
국제표준이름식별자(International Standard Name Identifier, ISNI)는 책이나 텔레비전 프로그램, 신문 기사 등의 미디어 콘텐츠 창작자들에게 부여한 식별자로, 16자리 숫자로 이루어져 있다.
국제 표준화 기구에 의해 개발되었으며, 2012년 3월 15일 ISO 표준(ISO 27729)으로 지정되었다.

## ISNI 포맷
isni.org 웹사이트의 FAQ는 "INSI는 16개 숫자와 마지막 체크 문자로 구성된다."라고 밝히고 있다.

### 공백 없는 형식
- MARC: 공백 없이 isni를 저장하기 위해 제안되었다. 예: $0(isni)1234567899999799[2]
- isni.org URL: 공백 없음. 예: http://www.isni.org/isni/000000012281955X
- viaf.org:
  - URL https://viaf.org/viaf/sourceID/ISNI%7C000000012281955X%5B깨진+링크(과거+내용+찾기)%5D
  - URL https://viaf.org/processed/ISNI%7C000000012281955X 보관됨 2019-05-25 - 웨이백 머신
  - 데이터 덤프는 ISNI|000000012281955X 형태로 저장된다

### 공백이 있는 형식
표시 상 공백과 함께 표시된다.
- isni.org[3]
- viaf.org[4]

## ISNI 커버리지
ISNI 커버리지는 다음과 같다.
| 시점       | 식별자 (M) | 개인 (M) | 연구원 (M) | 단체      |
| ---------- | ---------- | -------- | ---------- | --------- |
| 2017-08-05 | 9.41       | 8.757    | 2.606      | 654,074   |
| 2018-04-19 | 9.86       | 9.15     | 2.86       | 714,401   |
| 2018-07-11 | 10         | 9.28     | 2.87       | 717,204   |
| 2018-08-13 | 10         | 9.32     | 2.87       | 717,795   |
| 2018-10-17 | 10         | 9.39     | 2.87       | 719,010   |
| 2018-12-05 | 10         | 9.4      | 2.88       | 826,810   |
| 2019-03-11 | 10         | 9.59     | 2.88       | 864,999   |
| 2019-06-21 | 10.5       | 9.6      | 2.88       | 876,017   |
| 2019-11-27 | 10.92      | 10.01    | 2.89       | 908,299   |
| 2020-02-13 | 11.02      | 10.11    | 2.91       | 912,991   |
| 2020-10-20 | 11.51      | 10.45    | 2.91       | 1,062,333 |
| 2021-05-30 | 12.22      | 11.10    | 2.93       | 1,119,480 |
| 2021-11-17 | 14.38      | 12.79    | 2.94       | 1,591,038 |
| 2022-09-01 | 14.7       | 13.11    | 2.97       | 1,645,434 |
| 2022-12-25 | 14.8       | 13.21    | 2.97       | 1,680,892 |

## 같이 보기
- 전거 통제
- 디지털 객체 식별자
- 리서처ID